# Potamophilus acuminatus
Potamophilus acuminatus là một loài bọ cánh cứng trong họ Elmidae. Loài này được Fabricius miêu tả khoa học năm 1792.